# LOCKER

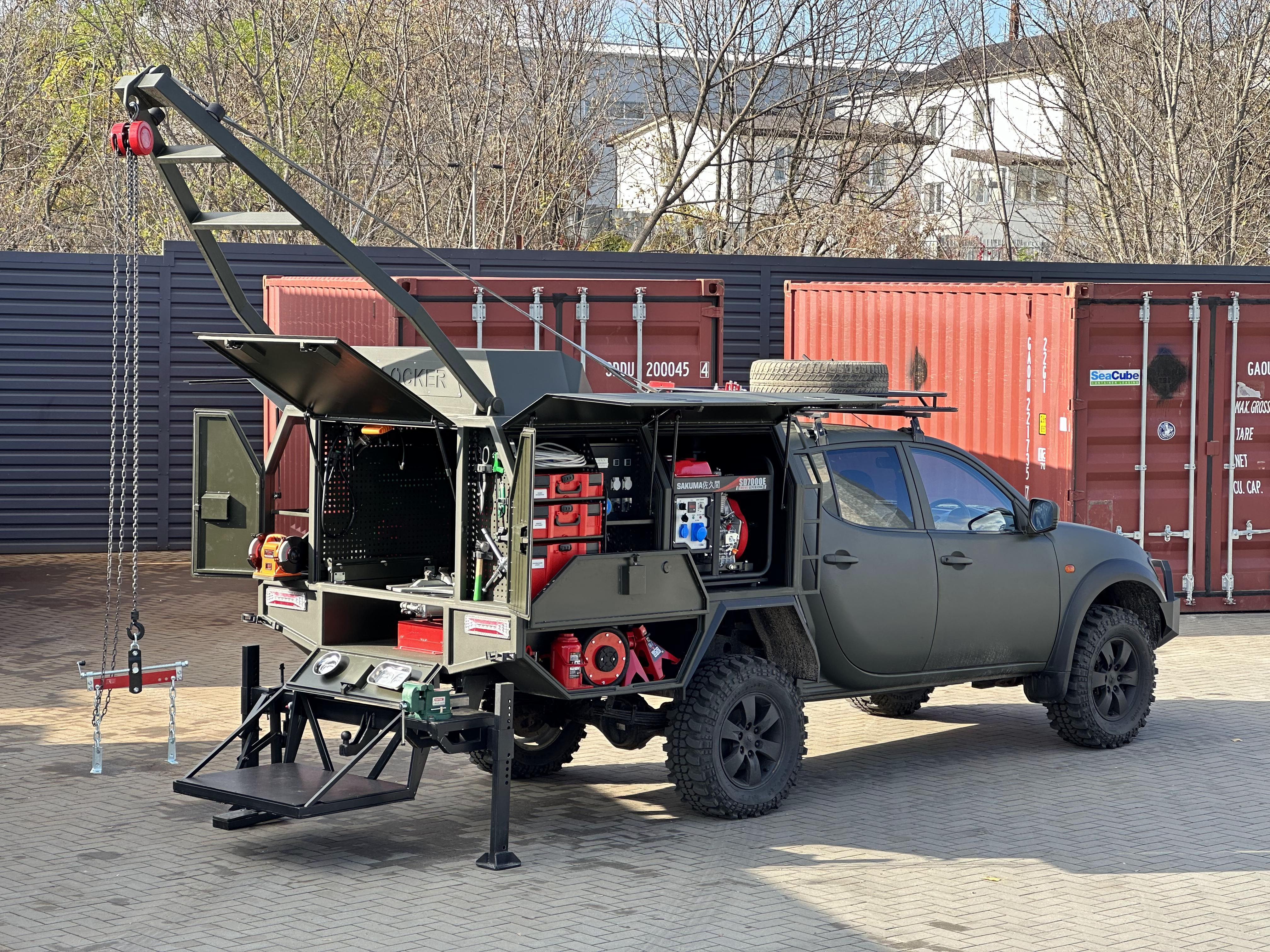
Мобільна ремонтна майстерня Locker

LOCKER (укр. Локер, в перекладі з англ. «шафка») — мобільна ремонтна майстерня, призначена для обслуговування та ремонту колісної техніки в польових умовах, яка працює у відриві від своїх баз, автопарків чи автосервісів, наприклад, на дорожньому будівництві, на сільськогосподарських роботах, у військовій справі тощо.
Такі майстерні виготовляються на основі шасі пікапів (переважно підвищеної прохідності), на які встановлюється закритий кузов-фургон типу кунг, а також необхідне приладдя — вантажопідйомні засоби, джерела живлення, шиномонтажне та зварювальне обладнання, професійний ручний інструмент, освітлювальні прилади, пуско-зарядні пристрої та інше.
Майстерні не призначені для використання на полі бою, але дозволяють ремонтувати та евакуювати техніку в польових умовах, а також можуть використовуватись як невеликі електричні 5,5 кВт та компресорні 360 л/хв станції.

## Відомі дані
Майстерні виготовляються з початку 2023 року, комплектуються та постачаються у війська однойменним українським конструкторським бюро «LOCKER» за підтримки Національної академії сухопутних військ імені гетьмана Петра Сагайдачного (м. Львів). Реалізація проєкту стала можлива завдяки компанії Гранд Інструмент (м. Київ).

## Модифікації
У компанії-розробника існує розширена лінійка ремонтних комплексів, зокрема мобільний шиномонтажний комплекс під назвою «BIG LOCKER» та універсальна мобільна майстерня «WORKSHOP LOCKER», які розроблено на базі морського контейнеру. Цей різновид мобільних ремонтних майстерень вже постачається у війська, завдяки активній співпраці компанії-розробника з ГО «СПРАВА ГРОМАД» та БО «Реактивна Пошта».
| Найменування модифікації майстерні              | Код НАТО         |                                                     |
| ----------------------------------------------- | ---------------- | --------------------------------------------------- |
| Майстерня шиномонтажних робіт БЛ1               | 4910-61-017-9800 | Майстерня шиномонтажних робіт БЛ1 - «Big Locker»    |
| Слюсарно-механічна майстерня УММ1               | 4910-61-017-9801 | Слюсарно-механічна майстерня УММ1 - Workshop Locker |
| Слюсарно-складська майстерня СМ1                | 4910-61-018-2542 | Слюсарно-складська майстерня СМ1                    |
| Діагностична майстерня ДМ1                      | 4910-61-018-2543 | Діагностична майстерня ДМ1                          |
| Універсальний мобільний ремонтний комплекс УМРК | 4910-61-018-2539 | Універсальний мобільний ремонтний комплекс УМРК     |

## Конструктивні вимоги
Автомобільне шасі з колісною формулою 4х4 або аналог Mitsubishi L200 (номенклатурний номер НАТО: 2320-15-018-1010), Isuzu D-Max (2320-27-057-8336), Toyota Hilux, Nissan Navara та інші. Шасі вміщує не менше 4-х пасажирів та має вантажопідйомність не менше 840 кг в базовому варіанті, або за допомогою посилення рами, ходової частини та інших систем у відповідності до вимог заводу-виробника. На дах автомобіля встановлюється вантажний кошик для транспортування додаткового обладнання та кран-стріла для підйому вантажів до 1-ї тонни. Автомобіль обладнано упорами позаду, посиленим бампером спереду, фаркопом та буксирувальними петлями як спереду, так і позаду (по 2 шт.). Комплектується грязьовими позашляховими шинами та запасним колесом. Система освітлення має спеціальний режим відключення всіх джерел освітлення автомобіля та подачі звукового сигналу, при збереженні працездатного стану автомобіля.
Розміри кузов-фургону забезпечують зручне розміщення обладнання, інструменту та приладдя. Кунг представляє собою просторовий каркас у розмірі 1870x1840x1255 мм з верхнім виступом 1000х1167х300 мм, виконаний із гнутих та катаних сталевих профілів, обшитих ззовні сталевим листом. Сталеві профілі кріпляться між собою за допомогою електродугового зварювання і забезпечують жорстке та надійне кріплення. Кунг має окремий присвоєний номенклатурний номер НАТО: 2510-61-017-9263.
Рама та ресори проходять глибоку модернізацію: подовжуються та посилюються. Встановлюється потужний сталевий передній бампер, під яким розміщується електрична лебідка. Позаду бампер також конструктивно зміцнюється. На ньому кріпиться тягово-зчіпний пристрій (фаркоп), а у робочому режимі на нього навішується виносний операційний стіл, на якому можна тимчасово розмістити лещата, різальний інструмент, точило тощо.

## Комплектація
Оснащення LOCKER обладнанням та інструментом, як і базовий автомобіль, може відрізнятися на вимогу замовника. В залежності від обраної марки та моделі виробник пропонує, на вибір, дві кодифіковані та допущені до експлуатації Міністерством оборони України автомайстерні: мобільна майстерня "ЛОКЕР" LC0712 (на базі Mitsubishi L200) - номенклатурний номер НАТО: 2320-61-017-9261 та мобільна майстерня "ЛОКЕР" LC0716 (на базі Isuzu D-Max) - номенклатурний номер НАТО: 2320-61-017-9262.
Внутрішня складова майстерень поділяється за призначенням:

### Електричне живлення
Майстерня має три окремих джерела електричного живлення — дизель-генератор, потужна зарядна станція, акумуляторний інвертор з сонячною панеллю та можливість приєднатися до зовнішньої електричної мережі. Майстерню додатково оснащено потужним пуско-зарядним пристроєм для заряджання акумуляторів. Також він має функцію запуску автівки з акумулятором розрядженим майже на сто відсотків. Працює з 12 та 24 вольтовими бортовими системами техніки.

### Стисле повітря
В мобільній майстерні вбудовано повітряний компресор з ресивером на 100 літрів для забезпечення стислим повітрям, необхідним для робіт по накачуванню коліс, відкручуванню іржавих гайок та болтів потужним пневматичним інструментом, підйому автівок пневматичним домкратом тощо.

### Інструмент
Мобільний комплекс включає інструмент, необхідний для ремонту та обслуговування, зокрема інструменти для метричного та дюймового кріплення, всіх європейських та американських стандартів біт тощо. Комплектація електричного інструменту містить дриль, болгарку, зварювальний апарат та точило, а також всі необхідні витратні матеріали для даних інструментів. До комплекту також входять наступні домкрати: підкатний, пляшкові низький та пляшковий великої вантажопідйомності, пневматичний, рейковий. Locker також включає комплект ліхтарів для проведення ремонтних робіт в нічний час, зокрема потужні прожектори, ліхтарі з магнітними тримачами та ліхтарі на шию «вільні руки». Також в склад майстерні входить допоміжне обладнання: лопата, пила, сокира, вогнегасники, пластикові ємності для будь-яких рідин (у тому числі й нафтопродуктів).

### Шиномонтажний верстат
У середину кузов-фургону кунга інтегровано повноцінний шиномонтажний стенд, який адаптовано для використання на майстерні. Верстат підключено та заживлено і він готовий до роботи. Максимальний діаметр коліс — 1 метр.

### Кран-стріла
Мобільна майстерня обладнана відкидною кран-стрілою, яка здатна піднімати вантажі до 1 тонни та використовуватись, наприклад, для витягування двигунів, коробок передач або інших важких вузлів та агрегатів. У складеному стані розміщується на даху кунга.

## Замовники
Мобільні ремонтні майстерні Locker у різних модифікаціях зараз виготовляються на замовлення благодійних організацій матеріально-технічної підтримки Збройних Сил України, серед яких БФ «ТВІЙ КРОК», ГО «СПРАВА ГРОМАД», БФ «Відродження регіону», БФ «Україна у вогні», БО «Реактивна Пошта» тощо.

### Формування
Мобільні ремонтні майстерні Locker вже передані та експлуатуються багатьма формуваннями Сил оборони України.
- 92-га ОМБр ім. кошового отамана Івана Сірка[19]
- Спецпідрозділ ГУР МОУ «Кракен»[19]
- 3-тя окрема штурмова бригада Азов Київ[20]
- Перший Добровольчий Шпиталь ім. Пирогова
- 8-й окремий батальйон АРАТТА спецпідрозділ ГУР МО
- 228-й окремий батальйон 127-ї окремої бригади ЗСУ[19][19]
- 532-й окремий ремонтно-відновлювальний полк ЗСУ
- Окремий загін спецпризначення ОМЕГА НГУ[19]
- 13-та бригада оперативного призначення НГУ «Хартія»[20]
- 20-й окремий батальйон спеціального призначення ОПБ
- 5-й загін (олександрійський) ЦСП НГУ «Омега»
- 5-та окрема штурмова бригада
- 31-ша окрема механізована бригада
- 3-тя бригада оперативного призначення НГУ
- 1-й окремий батальйон морської піхоти
- 2-й загін (харківський) ЦСП НГУ «Омега»
- 45-та окрема артилерійська бригада
- 145-й окремий ремонтно-відновлювальний полк
- 1-й окремий штурмовий батальйон
- 47-ма окрема механізована бригада
- 135-й окремий батальйон територіальної оборони
- Національна академія сухопутних військ імені гетьмана Петра Сагайдачного
- 151-ша окрема механізована бригада
- 80-та окрема десантно-штурмова бригада
- 92-й окремий батальйон підтримки
- 153-тя окрема механізована бригада
- 99-й окремий батальйон управління та забезпечення
- 124-та окрема бригада територіальної оборони
- 57-ма окрема мотопіхотна бригада

Багато майстерень знаходиться на стадії виробництва.